# Sebastián de Cotes
Sebastián de Cotes y Cárcel (Olmedo, ? - Madrid, 29 de enero de 1703) fue un religioso y hombre de estado español.

## Biografía
Fue el cuarto hijo del regidor de Olmedo García Cotes y Rivera y de su mujer Felipa de la Cárcel. Estudió en el colegio del Arzobispo y posteriormente fue catedrático en la universidad de Salamanca. En 1680 se trasladó a Nápoles para ocupar el puesto de oidor de la Regia Cámara Sumaria del reino, de la que más tarde sería presidente. El papa Inocencio XII le concedió el deanato de Tudela. 
De regreso en España ocupó diversos cargos de importancia bajo el reinado de Carlos II: «hombre sabio pero lisonjero», fue designado miembro del Consejo de Italia, en 1696 presidente del Consejo de Hacienda, dos años después trasladado al Consejo de Castilla y en 1701 comisario general de la Santa Cruzada.
Dejó escritos algunos tratados sobre leyes:
- Comentario ad titul de fundo dotali;
- De jure accrescendi in actis manumissionis servi communis;
- De pactis incontinenti adjectis.